# Бабаево (Тверская область)
Баба́ево — деревня в Торопецком районе Тверской области в Плоскошском сельском поселении.

## География
Расположена примерно в 14 верстах к юго-востоку от села Плоскошь и в 6 верстах к западу от большой деревни Пожня.

## История
В конце XIX — начале XX века входила в Холмский уезд Псковской губернии

## Население
| 2010 |
| ---- |
| 1    |